# Diego de Guevara y Estrada
Diego de Guevara y Estrada (1612 – abril de 1642) foi um prelado católico romano que serviu como arcebispo de Santo Domingo (1641–1642).

## Biografia
Diego de Guevara y Estrada nasceu no México. A 19 de junho de 1641 foi escolhido pelo Rei da Espanha, e confirmado no dia 13 de janeiro de 1642 pelo Papa Urbano VIII, como Arcebispo de São Domingos. Foi consagrado bispo por Juan de Palafox y Mendoza, Bispo de Tlaxcala com a assistência do Padre Nicolás de la Torre Muñoz. Serviu como Bispo de Santo Domingo até à sua morte em abril de 1642.